# كوبيخا
كوبيخا (بالإنجليزية: Cobija) هي مدينة وعاصمة إدارة باندو في بوليفيا تتبع Nicolás Suárez Province ‏، بلغ عدد سكانها 20820 نسمة.

## المناخ
يظهر الجدول التالي التغييرات المناخية على مدار السنة لكوبيخا:
| البيانات المناخية لـكوبيخا         | البيانات المناخية لـكوبيخا | البيانات المناخية لـكوبيخا | البيانات المناخية لـكوبيخا | البيانات المناخية لـكوبيخا | البيانات المناخية لـكوبيخا | البيانات المناخية لـكوبيخا | البيانات المناخية لـكوبيخا | البيانات المناخية لـكوبيخا | البيانات المناخية لـكوبيخا | البيانات المناخية لـكوبيخا | البيانات المناخية لـكوبيخا | البيانات المناخية لـكوبيخا | البيانات المناخية لـكوبيخا |
| الشهر                              | يناير                      | فبراير                     | مارس                       | أبريل                      | مايو                       | يونيو                      | يوليو                      | أغسطس                      | سبتمبر                     | أكتوبر                     | نوفمبر                     | ديسمبر                     | المعدل السنوي              |
| ---------------------------------- | -------------------------- | -------------------------- | -------------------------- | -------------------------- | -------------------------- | -------------------------- | -------------------------- | -------------------------- | -------------------------- | -------------------------- | -------------------------- | -------------------------- | -------------------------- |
| الدرجة القصوى °م (°ف)              | 35.4 (95.7)                | 35.0 (95.0)                | 35.0 (95.0)                | 35.4 (95.7)                | 35.0 (95.0)                | 37.2 (99.0)                | 35.2 (95.4)                | 37.6 (99.7)                | 38.6 (101.5)               | 38.2 (100.8)               | 35.0 (95.0)                | 35.9 (96.6)                | 38.6 (101.5)               |
| متوسط درجة الحرارة الكبرى °م (°ف)  | 31.2 (88.2)                | 30.8 (87.4)                | 31.8 (89.2)                | 31.2 (88.2)                | 29.2 (84.6)                | 29.9 (85.8)                | 30.2 (86.4)                | 33.4 (92.1)                | 34.5 (94.1)                | 31.9 (89.4)                | 31.4 (88.5)                | 31.2 (88.2)                | 31.4 (88.5)                |
| المتوسط اليومي °م (°ف)             | 26.1 (79.0)                | 26.0 (78.8)                | 26.2 (79.2)                | 25.6 (78.1)                | 25.2 (77.4)                | 24.1 (75.4)                | 24.6 (76.3)                | 25.5 (77.9)                | 26.6 (79.9)                | 26.8 (80.2)                | 26.6 (79.9)                | 26.4 (79.5)                | 25.8 (78.4)                |
| متوسط درجة الحرارة الصغرى °م (°ف)  | 21.3 (70.3)                | 21.5 (70.7)                | 21.1 (70.0)                | 20.8 (69.4)                | 18.9 (66.0)                | 16.8 (62.2)                | 15.8 (60.4)                | 17.7 (63.9)                | 19.8 (67.6)                | 20.5 (68.9)                | 20.9 (69.6)                | 21.0 (69.8)                | 19.7 (67.5)                |
| أدنى درجة حرارة °م (°ف)            | 16.0 (60.8)                | 18.2 (64.8)                | 16.0 (60.8)                | 11.4 (52.5)                | 8.0 (46.4)                 | 9.5 (49.1)                 | 9.0 (48.2)                 | 11.4 (52.5)                | 10.0 (50.0)                | 14.6 (58.3)                | 17.0 (62.6)                | 16.0 (60.8)                | 8.0 (46.4)                 |
| الهطول مم (إنش)                    | 196 (7.7)                  | 205 (8.1)                  | 180 (7.1)                  | 157 (6.2)                  | 61 (2.4)                   | 25 (1.0)                   | 18 (0.7)                   | 30 (1.2)                   | 68 (2.7)                   | 130 (5.1)                  | 185 (7.3)                  | 191 (7.5)                  | 1٬446 (56.9)               |
| متوسط أيام هطول الأمطار (≥ 0.1 mm) | 17                         | 13                         | 13                         | 11                         | 6                          | 3                          | 2                          | 3                          | 6                          | 9                          | 11                         | 11                         | 105                        |
| متوسط الرطوبة النسبية (%)          | 84                         | 85                         | 83                         | 83                         | 82                         | 81                         | 76                         | 74                         | 73                         | 78                         | 81                         | 83                         | 80                         |
| المصدر: الأرصاد الجوية الألمانية   |                            |                            |                            |                            |                            |                            |                            |                            |                            |                            |                            |                            |                            |

## أعلام
- ألفريدو أوفاندو كانديا
- كارميلو أنغولو
- ليوبولدو فرنانديز
- كارلوس كارديناس